# L'abbattimento dello Zeppelin/Arbeit macht frei
L'abbattimento dello Zeppelin/Arbeit macht frei è un singolo del gruppo musicale italiano Area, l'unico estratto dal primo album in studio Arbeit macht frei e pubblicato nel 1973.

## Le canzoni
L'abbattimento dello Zeppelin è un brano sperimentale con notevoli digressioni jazz di difficile classificazione, caratterizzato dalle continue cacofonie e dall'uso della voce come strumento di Demetrio Stratos.
Arbeit macht frei, invece, è suddiviso in due parti: la prima più sperimentale e rumorista, la seconda più legata al fusion con un testo di ispirazione politica.

## Tracce
Lato A
1. L'abbattimento dello Zeppelin – 6:52

Lato B
1. Arbeit macht frei – 7:56